# Hannes Sigurðsson
Hannes Þorsteinn Sigurðsson (Hannes Thorsteinn Sigurdsson) est un footballeur islandais, né le 10 avril 1983 à Reykjavik. Il évolue au poste d'attaquant.

## Palmarès
Vierge

## Statistiques
| Saison    | Club                | Pays                 | Championnat         | Coupes nationales | Coupes d'Europe      | Islande          |
| --------- | ------------------- | -------------------- | ------------------- | ----------------- | -------------------- | ---------------- |
| 2000      | FH Hafnarfjörður    | Úrvalsdeild          | 1 match             | -                 | -                    | -                |
| 2001      | FH Hafnarfjörður    | Úrvalsdeild          | 11 matchs / 1 but   | ?                 | -                    | -                |
| 2002      | Viking Stavanger    | Tippeligaen          | 11 matchs / 4 buts  | ?                 | 1 match / 1 but (C3) | -                |
| 2003      | Viking Stavanger    | Tippeligaen          | 23 matchs / 4 buts  | ?                 | -                    | -                |
| 2004      | Viking Stavanger    | Tippeligaen          | 20 matchs / 3 buts  | ?                 | -                    | -                |
| 2005      | Viking Stavanger    | Tippeligaen          | 14 matchs / 3 buts  | ?                 | -                    | 1 match          |
| 2005-2006 | Stoke City          | FL Championship      | 23 matchs / 1 but   | 3 matchs          | -                    | 3 matchs / 1 but |
| 2006-2007 | Stoke City          | FL Championship      | 2 matchs            | 1 match           | -                    | 1 match          |
| 2006-2007 | Brøndby IF          | SAS Ligaen           | 9 matchs / 2 buts   | -                 | 2 matchs (C3)        | 4 matchs         |
| 2007      | Viking Stavanger    | Tippeligaen          | 25 matchs / 4 buts  | ?                 | -                    | 3 matchs         |
| 2008      | GIF Sundsvall       | Allsvenskan          | 25 matchs / 6 buts  | ?                 | -                    | 1 match          |
| 2009      | GIF Sundsvall       | Superettan           | 22 matchs / 10 buts | ?                 | -                    | -                |
| 2010      | GIF Sundsvall       | Superettan           | 24 matchs / 10 buts | ?                 | -                    | -                |
| 2011      | FH Hafnarfjörður    | Úrvalsdeild          | 12 matchs / 3 buts  | ?                 | 2 matchs (C3)        | -                |
| 2011-2012 | FK Spartak Naltchik | SOGAZ League         | 6 matchs            | -                 | -                    | -                |
| 2012      | FK Atyrau           | Premier-Liga kazakhe | 15 matchs / 3 buts  | -                 | -                    | -                |
| 2013      | Mjällby AIF         | Allsvenskan          | 3 matchs            | -                 | -                    | -                |

Dernière mise à jour le 4 mai 2013